# Historia económica de los Estados Unidos
La historia económica de los Estados Unidos tiene sus raíces en los asentamientos europeos de los siglos XVI, XVII y XVIII. Las colonias norteamericanas progresaron desde economías coloniales marginalmente exitosas a 13 pequeñas economías agrícolas independientes que se unieron en 1776 para formar los Estados Unidos de América. En 230 años, los Estados Unidos crecieron hasta convertirse en una economía inmensa, integrada e industrializada que suma más de un cuarto de la economía mundial. Las causas principales de su expansión fueron la existencia de un gran mercado unificado, un sistema político-legal de soporte, vastas áreas de tierras agrícolas altamente productivas, amplios recursos naturales (especialmente madera, carbón y petróleo) y un espíritu emprendedor y compromiso para invertir en capital material y humano. La economía ha mantenido altos picos, atrayendo inmigrantes por millones desde todo el mundo. También desempeñaron un rol importante los factores tecnológicos e industriales.

Escena de desembarco en un puerto en Salem (Massachusetts) en la década de 1770.

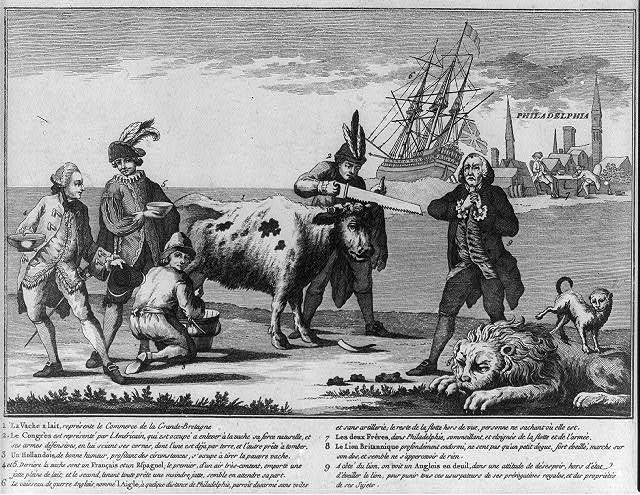
Dibujo de la era revolucionaria que muestra a Estados Unidos aserrando el cuerno de una vaca (que simboliza una ruptura con el comercio británico), con un inglés afligido viendo como otras potencias europeas esperan para recoger la leche. La caricatura representa la situación comercial de los EE. UU. durante la Revolución.

## Período precolonial
El tiempo anterior al colonial es obviado por la historiografía "tradicional", historiografía cuyos valores y origen están muy ligados al período colonial.
Si bien negociaban entre ellos, los nativos amerindios tuvieron poco contacto fuera de América antes de que los colonos europeos empezaran a llegar. Sus sistemas económicos, por ejemplo, la economía de los iroqueses incluía diversas combinaciones de caza-recolección, agricultura y  comercio; o el comercio del sudoeste con el centro de México, etc. Las economías nativas amerindias fueron profundamente alteradas por la llegada de europeos, la destrucción de su sistema cultural y la entrada de enfermedades, productos europeos, relaciones comerciales y de sometimiento con los europeos; la adquisición de armas de fuego, participación en guerras, pérdida de tierras, confinamiento en las reservas, y otras dificultades que se combinaron y potenciaron entre sí.
En 1492, Cristóbal Colón, navegando bajo bandera española, partió en busca de una vía a Asia y encontró el Nuevo Mundo. Durante el siguiente siglo, exploradores ingleses, españoles, portugueses, holandeses y franceses se trasladaron de Europa a América, buscando oro, riqueza, honor y gloria. El resultado inmediato fue una disminución poblacional marcada, diferente según la región y la penetración (la población del Caribe, por ejemplo, prácticamente desapareció, en tanto las de México y Perú mantuvieron cierto nivel y se recuperaron antes que el resto del continente). Pero la naturaleza norteamericana concedió a los primeros exploradores poca gloria y menos oro, por lo que la mayoría no se quedó. España daría prioridad a México y Perú, abandonando gradualmente el norte; Inglaterra concentraría por un tiempo sus esfuerzos en el saqueo de galeones españoles; y Francia no alcanzaría el predominio de sus dos vecinos más agresivos y marítimos. En 1565, los españoles fundaron San Agustín (Florida) y, en 1607, un pequeño grupo de colonos de Inglaterra construyó el primer asentamiento permanente en lo que se convertiría en los Estados Unidos en Jamestown (Virginia), en tierra de algonquinos (los Powhatan).
Hubo regiones y lugares de gran desarrollo y que comerciaban con sitios lejanos, como, por ejemplo, los Anasazi y Cahokia, ambos en zonas que con el tiempo dominaron las colonias norteamericanas.

## Era colonial: 1700-1783

### Políticas económicas
Las políticas económicas dirigidas por el imperio de la Gran Bretaña en este periodo se distinguen por tener como eje los principios económicos de la teoría mercantilista de la época, que sostenía que la riqueza de un país está en relación directa con la cantidad de metales preciosos que poseía y que debía regularse además a las empresas para aumentar esta riqueza. De esta manera, el imperio inglés procuraba que las colonias debían contribuir a aumentar tal riqueza. Todo esto, en consecuencia, debía contribuir a afirmar el desarrollo y poderío de Inglaterra. Así se establecieron leyes que monopolizaban para Inglaterra el comercio de ciertos productos.

#### Leyes de comercio y navegación
La directriz principal de las leyes de comercio y navegación en Inglaterra definía fundamentalmente que las utilidades de un país deben ser aprovechadas en la mayor medida por la misma. Estas leyes se basaban en tres principios: el comercio entre Inglaterra y sus colonias debía realizarse por medio de barcos que fueran propiedad de los ingleses. Todas las exportaciones que habrían de recibir las colonias inglesas por parte de Europa, a excepción de la fruta seca y el vino (pues estos procedían de las Indias Occidentales), debían pasar primero por Inglaterra, es decir, había que descargar la mercancía proveniente de otras partes de Europa en las costas de Inglaterra, posteriormente había que almacenar y volver a cargar la misma mercancía para su exportación a las colonias. Al tener necesidad de desembarcar un producto proveniente de Europa para su exportación a las colonias, el producto debía necesariamente que aumentar su precio para equilibrar las ganancias obtenidas, este factor hacía que el producto llegara a un precio mayor para su consumidor final, en las colonias. Por último, había una serie de productos “enumerados” que las colonias inglesas únicamente podían exportar a Inglaterra y estaba prohibido exportar hacia otros países. La existencia de estos productos enumerados, por otra parte, reducían en gran medida el mercado potencial para los productores de las colonias inglesas.
Para 1722 las mercancías listadas eran el tabaco, algodón, azúcar, arroz, melazas, pieles y artículos navales. La prohibición para la exportación directa del tabaco a Europa hizo bajar el precio del tabaco en Virginia, que era uno de los principales productores del producto, y conforme pasaba el tiempo las restricciones a los artículos “enumerados” aumentaba en tal grado que a finales del siglo XVIII, y antes del proceso de independencia, el único producto importante que no estaba restringido era el pescado salado.
Este sistema proporcionaba un beneficio anual para Inglaterra, que según algunos cálculosPlantilla:Que, era de algo más de un millón de libras en el año de 1760. Empero, cabe destacar que a pesar de este tributo obtenido para la Corona inglesa, esta daba (con cargo a los impuestos de los contribuyentes ingleses) protección a las colonias por medio de sus fuerzas armadas es difícil determinar si estas políticas favorecieron o perjudicaron las colonias, pues el crecimiento continuó de forma importante a lo largo del siglo. Además el cultivo del tabaco en Inglaterra fue prohibido, gravándose con tarifas prohibitivas la entrada del tabaco proveniente de las colonias hispanoamericanas, en favor de las colonias inglesas. Es importante destacar aquí que esta, a pesar de ser una medida proteccionista, al mismo tiempo incentivó la importación de tabaco en Inglaterra, pero solo de productos provenientes de las colonias inglesas, factor que incentivaría el crecimiento de las colonias debido a la monopolización de la venta de este producto.
La triunfal guerra de los Siete Años colocó a las colonias norteamericanas en una posición totalmente nueva con respecto a Gran Bretaña motivó a que la administración del imperio tuviera que ser reajustada y sistematizada. La organización económica determinada en las Leyes de Navegación o “leyes de comercio”, tenía que ser revisada y fortalecida.
El dominio administrativo sobre las colonias antes de esta guerra había sido bastante difuso. El principal organismo imperial de la Corona fue la Junta de Comisarios de Comercio y Plantaciones, que se encargaba de proteger los intereses comerciales de Inglaterra y sus colonias, inspeccionaba la hacienda y la administración de justicia coloniales, proporcionaba recomendaciones a la iniciativa colonial y sobre política imperial. Aunque, en realidad, el Parlamento inglés era el organismo encargado de tratar a escala macroeconómica las relaciones comerciales del imperio. El Parlamento además podía vetar leyes aprobadas por legislaturas coloniales, después de oír a la Junta de Comisarios de Comercio y Plantaciones. Las principales disposiciones parlamentarias con respecto al comercio fueron estas Leyes de Navegación.
Estas leyes mercantiles perjudicaban a las colonias del Norte más que a las del Sur. Las colonias del Norte tenían que llevar a las Antillas carne, madera y trigo, con lo que compraban del mismo lugar algodón, añil, azúcar y melaza, de la cual hacían ron que cambiaban en África por esclavos, los cuales a su vez eran vendidos a las colonias del sur o a las Antillas. Tenían que pagar en efectivo, sin embargo, los productos manufacturados provenientes de Inglaterra. Ejemplos de estas leyes son la Ley de las Melazas, aprobada por el Parlamento en 1733, donde los impuestos prohibitivos restringieron el comercio entre las colonias (en este caso Nueva Inglaterra) y las Antillas (Nevins, Alan; Commager, Henry S. (1951)).
Cabe destacar, sin embargo, que estas leyes muchas veces no se cumplían: “Rhode Island importaba anualmente unos 14.000 toneles de melazas, de los cuales 11.500 procedían de las Antillas francesas y españolas. El contrabando no era delito”. Se apunta también que las autoridades de Inglaterra hacían la vista gorda pues se decía que el resultado de este comercio iría a parar a las manos inglesas.
Para 1764, sin embargo, el Parlamento también aprobó de ley del Azúcar, con el mismo fin que la Ley de Melazas, solo que con medidas prohibitivas menos agravadas con el fin de reducir el contrabando y se tomaron medidas para capturar a los barcos que intentaran burlar la ley. A partir de ese mismo año los impuestos para productos enviados a las colonias desde Inglaterra pasaron de un 2,5 a un 5%, lo que aumentaba el precio de las mercancías llegadas al nuevo continente y generaba en este cada vez mayor descontento.

### Fenómeno migratorio

#### Migración masiva
El desarrollo de Estados Unidos se caracterizó por dos factores principales: Un nuevo pueblo y una nueva tierra.
Fue en 1775 que nació la sociedad estadounidense, de manera típica y particular, por la creciente migración se asemejaba a Europa en muchos factores, uno de ellos la sociedad económica aun así con el paso de los años cada vez se iba distanciando del modelo europeo, asumiendo una identidad propia.
La emigración que hubo en Estados Unidos se produjo de forma casi estratégica haciendo que predominará el Inglés como idioma así como las instituciones de estilo inglés, es importante señalar que no separaron las colonias como se pudo haber hecho, más bien se adoptaron a la distribución de la tierra y al idioma inglés lo cual no afectó en la coexistencia de la diversidad cultural que experimentaron las colonias, ayudado a su libertad de creencia que se unía de manera sutil en los ideales que estas manifestaban haciendo que dicha unión fue un factor que impulsó el crecimiento 

##### Libertad de creencia
Muchos afirman que Estados Unidos de América es la tierra de la libertad pues desde que fue llamada colonia, en ese entonces bajo la protección de la Corona inglesa, hasta su independencia aceptó la libertad religiosa. Esta famosa libertad fue un factor primordial en la extensión estadounidense, pues las grandes mentes y mano de obra perseguían la libertad de creencia tras encontrarse en un régimen de creencia cerrada, puritano (como el caso de Irlanda).
“El papel medular de la herencia puritana en la configuración de la identidad norteamericana, se aprecia además en el surgimiento de una cultura altamente cohesionada y dotada de un carácter propio, pese a la gran diversidad religiosa y al crisol étnico-cultural que caracteriza, desde sus orígenes, a los Estados Unidos. El predominio de una moral común fundada en las Sagradas Escrituras, emerge como elemento unificador en medio de la diversidad. A través de una moral cristiana compartida por todos se confirió unidad, forjando una cultura profundamente arraigada a la religión como fundamento de las costumbres y las instituciones. Así, en la sociedad norteamericana subyace, desde sus orígenes, un núcleo de principios y valores cristianos a los que todos adherían, trascendiendo la diversidad de credos y otorgando la unidad necesaria para la consolidación de una cultura dotada de identidad propia”.

##### Propiedad en los Estados Unidos
Cuando el migrante decide dejar todo atrás por viajar a la nueva tierra lo hace por una simple razón: Podía hacerse propietario de la tierra, esta fue una idea que revolucionó y causó gran impacto, provocando una movilización de masas hacia Estados Unidos, esto podría considerarse uno de los principales atractivos que obligó la emigración de decenas de millones de pobladores de las islas británicas, Alemania, Escandinavia y Europa central por más de dos siglos y medio.
Con la propiedad vinieron cientos de beneficios, que se vieron reflejados en la calidad de vida de su población, también hay que señalar la superpoblación que algunos países en este periodo lo que impulsó que la gente se mantuviera en movimiento para encontrar un hogar y mediar la calidad de vida que se vivían en las grandes ciudades.

#### Migración alemana y escocesa-irlandesa
En cuanto a la población de estas colonias si bien la mayoría fue inglesa durante la época revolucionaria se dio a notar que miles de colonos no eran alemanes o escocese-islandeses. Pero si hablamos de importancia (siendo ajenos a la inmigración inglesa) la de Alemania fue la primera en darse a notar, un factor que ayudó a que esto sucediera fue que se encontraban en un profundo descontento por las guerras que había realizado Luis XIV por lo que cuando la reina Ana ofreció seguridad en las colonias bajo la seguridad inglesa, dando un margen amplio a la libertad religiosa y de pensamiento, ocasionando el mayor flujo a partir del año 1700, instalándose gran parte en Alemania.
Alemania fue representante de Pensilvania tanto así que para los inicios de la revolución se calculó que un tercio de dicho lugar era alemán, creando así grandes espacios donde solo se hablaba el alemán, las industrias y comercios alemanes pronto resaltaron como la fundición de hierro y la fábrica de vidrio del Baron Stiegel destacando sin duda alguna como labradores, lo que convirtió a la región en un granero de trigo. Sin embargo, la población escocesa-irlandesa al huir de la opresión en la que vivían debido a la religión, ellos se establecieron de manera que pudieron crear las primeras granjas, ellos se implementaron de manera exitosa al ser exploradores de la nueva tierra.

### La esclavitud
Entre 1525 y 1866, fueron importados a Estados Unidos 450.000 esclavos africanos, lo cual representaba un muy pequeño porcentaje de todos los que eran traídos de África a América. La esperanza de vida de los que eran llevados a Estados Unidos era mucho mayor a la de los que llegaban a otras partes del continente como el Caribe o Sudamérica, pues los trabajos eran menos pesados y en mejores condiciones, además de tener mejores servicios de salud y mejor alimentación.[cita requerida]
El sistema de esclavos en las colonias de la Norteamérica británica se desarrolló mucho más tarde que en la parte sur del continente. En el siglo XVIII, la esclavitud en Estados Unidos estaba definida de manera imprecisa y aún no estaba formalmente institucionalizada, mientras que en otras partes de América, por ejemplo el Caribe, ya existían regímenes extraordinariamente productivos e inhumanos de esclavitud en las plantaciones. A pesar de ello, en este siglo comenzó a aumentar enormemente el número de esclavos que eran llevados a Estados Unidos. Para el año 1700, había alrededor de 27.000 en todas las colonias inglesas, y diez años después ya eran aproximadamente 45.000.
Al ir aumentando el número de habitantes de raza negra en las colonias, se fueron creando leyes y tomando medidas para evitar el mestizaje. Se prohibió el matrimonio interracial, y se realizaron castraciones y linchamientos para impedir el contacto sexual entre negros y blancas. Asimismo, no podían acceder a cargos oficiales ni religiosos, poseer armas, tener propiedades ni hacer negocios; y ante un juez, el trato hacia un negro era distinto al que se le daba a un blanco.
Estas medidas provocaron distintas revueltas en esta etapa de la historia. Ya existían conspiraciones desde el siglo anterior, pero se volvieron realidad en varias ocasiones a partir de 1700. De esta forma, el blanco comenzó a temer del negro, pues este grupo resentido y explotado representaba una amenaza.
En el siglo XVIII, la nación estadounidense tenía un impresionante potencial económico y demográfico. Abundaba la materia prima, y los esclavos eran la mayor fuerza de trabajo del país. En sí, la producción en el campo y muchas de las actividades económicas eran llevadas a cabo por esclavos negros. La esclavitud representaba un motor en el desarrollo económico de las colonias.

## Independencia: 1790-1860

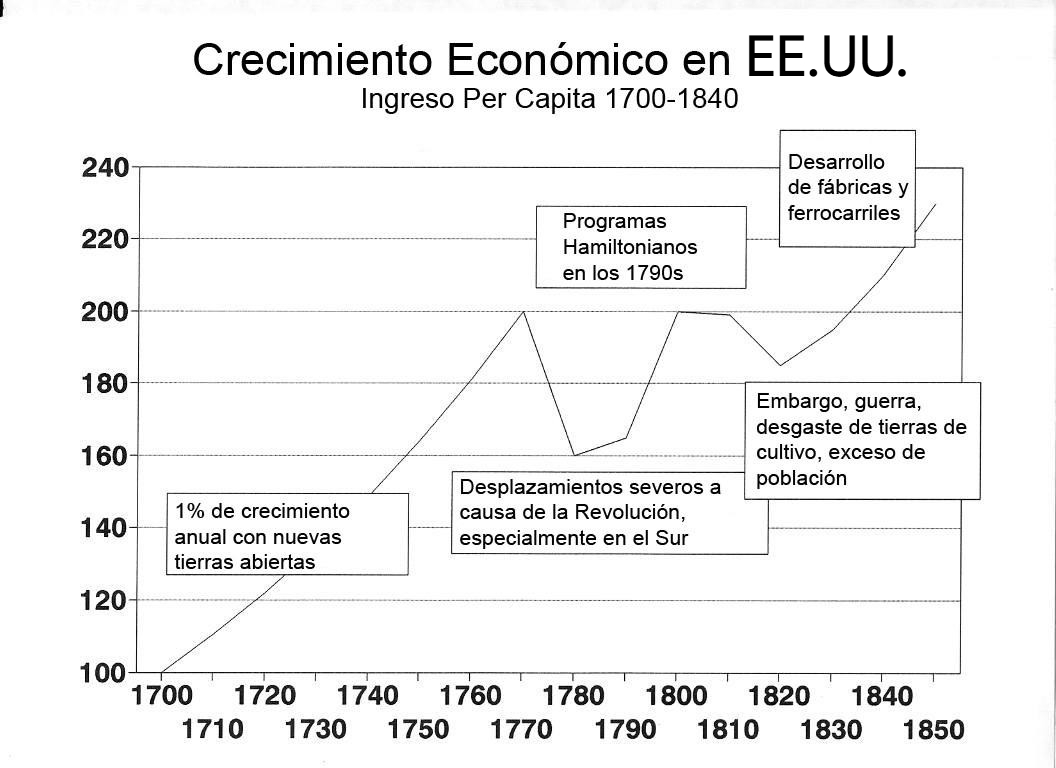
Ingreso per cápita de las Trece Colonias y, tras su independencia, de los Estados Unidos entre los años 1700 y 1840

La Declaración de Independencia de Estados Unidos se firmó el 4 de julio de 1776, en ella se establece la separación de las trece colonias del Reino Unido, formando así trece estados soberanos. Sin embargo, al romper esta relación, debían obtener una nueva fuente de ingresos, así como buscar nuevos mercados con los cuales pudieran intercambiar bienes y servicios, pues los que tenían anteriormente pertenecían al Imperio Británico. Estados Unidos primero recurrió a pedir préstamos a países europeos como Holanda y Francia; sin embargo, al momento de independizarse del Reino Unido se vio en la necesidad de adoptar una nueva política económica: el nacionalismo.  A principios del siglo XIX, Estados Unidos era un país preindustrializado. La mayoría de su población se dedicaba a la agricultura, siendo esta autosuficiente. Quienes no dependían de la agricultura, se dedicaban a la exportación de bienes.
Con el nacionalismo, el gobierno se encargó de proteger a la industria y mercado nacional al establecer altas tarifas arancelarias a las importaciones; asimismo, mejoró el sistema de transportes, impulsó la innovación tecnológica y brindó patentes a nuevos inventos. De la misma manera, el rápido crecimiento económico de Estados Unidos se vio favorecido por el extenso territorio con el que contaba, por la falta de mano de obra que atrajo a la población europea, por la inversión extranjera y sobre todo porque contaban con una gran cantidad de recursos naturales como el carbón, hierro, madera y otros minerales. La construcción de canales y caminos de peaje, la introducción de barcos a vapor y las primeras líneas del ferrocarril, marcaron el principio del proceso que se vio acelerado a lo largo del siglo.

### Crecimiento demográfico
Durante el siglo XIX, Estados Unidos experimentó un gran crecimiento demográfico, éste pasó de contar con menos de cuatro millones de habitantes en 1790 a casi 40 millones de habitantes en 1870; la población crecía 2.5% anualmente.
La tasa de fertilidad se redujo durante el siglo XIX ya que la rápida urbanización aumentó los costos de educación y por lo que le era imposible a las familias mantener a los hijos, pues antes las mujeres acostumbraban tener de 7 a 8 hijos. Así mismo, se aumentó el uso de anticonceptivos. Por otro lado, también hubo una reducción en las tasas de mortalidad a partir de 1870 y esto se debió al mejoramiento de la salud pública y a las condiciones de higiene, se mejoraron los suministros de agua y se eliminaron las aguas residuales, esto trajo consigo la reducción de la propagación de enfermedades infecciosas.
Con la rápida expansión de los asentamientos al Oeste y la compra de Luisiana en 1803, se aumentó el territorio del país; además, la unificación del territorio de Nueva Orleans y de San Luis provocó un gran crecimiento demográfico en Estados Unidos. Nuevas ciudades fueron fundadas como Pittsburgh, Marietta, Cincinnati, Louisville, Lexington, Nashville y otras localidades en el oeste. El historiador Richard Wade hizo énfasis en la importancia que tuvieron las nuevas ciudades dentro de la expansión de los asentamientos en el oeste. La población pasó de vivir en zonas rurales a zonas urbanas, pues las ciudades funcionaban como centros de transporte y núcleos de migración, también en las ciudades había mejores oportunidades laborales.
Aunque Estados Unidos contaba con gran territorio y recursos naturales, había una  escasez de mano de obra. Por lo que en el siglo XIX, el país experimentó una oleada de migración debido a que la política estadounidense de inmigración tenía muy pocas restricciones. Estados Unidos entre 1820 y 1825 contaba con menos de 10,000 inmigrantes Europeos y pasó a tener a más de un millón de inmigrantes a finales de 1890, la mayoría de ellos provenían del Noroeste de Europa, sobre todo de Gran Bretaña. Esta oleada de migración se debió a que la escasez de mano de obra había provocado que los salarios fueran altos y ofrecían una mayor calidad de vida que en Europa; también los ciudadanos podían disfrutar de libertades políticas y religiosas.

### Agricultura
A principios del siglo XIX la economía de Estados Unidos era principalmente agrícola. La expansión geográfica, la construcción de canales y la introducción de barcos a vapor dio lugar al descubrimiento de nuevas tierras cultivables. La variedad de climas y recursos a lo largo del territorio de Estados Unidos provocaron un grado de especialización regional mayor al que cada país Europeo era capaz.
A finales del siglo XVIII, Estados Unidos se dividió en tres regiones agrícolas: el Norte, el Sur y Oeste. El Norte estaba conformado por los estados de Nueva Inglaterra, Nueva York, Pensilvania y Nueva Jersey.  Por su parte, el Sur estaba conformado por los estados que se encontraban al sur de Pensilvania, los estados del centro de Kentucky y Tennessee, y los estados de Arkansas, Alabama, Luisiana y Misisipi. Mientras que el Oeste incluía a Ohio, Indiana e Illinois.

#### Norte
Durante el periodo de 1800 a 1860,hubo muy poco desarrollo tecnológico en la agricultura y por lo tanto no hubo un gran incremento en la productividad. La mayoría de los productos que exportaba el Norte eran el trigo y productos animales, también se especializaron en la elaboración de productos lácteos y en el cultivo de vegetales.

#### Sur
El Sur se especializó en la producción del tabaco, trigo, arroz, azúcar y sobre todo de algodón.  La máquina para desgranar el algodón inventada por Eli Whitney, ayudó a reducir los costos de producción así como a la cantidad de gente que se necesitaba para el cultivo del algodón y esto provocó que se convirtiera en un producto muy rentable y como consecuencia se volvió el bien más cultivado en el sur desplazando al tabaco. El esclavismo predominaba sobre todo al sur de Estados Unidos, quienes se dedicaban a la producción de algodón, azúcar granulada y tabaco.

#### Oeste
Los productos agrícolas que se cultivan en el Oeste eran el trigo, el maíz, la avena y productos animales.  Desde Nueva Orleans, los productos eran exportados a Europa o transportados al nordeste de Estados Unidos. Sin embargo, por su ubicación geográfica, los costos de transportación eran mayores, pues antes solía utilizarse a los caballos y mulas. Gracias a los nuevos medios de transporte que surgieron en el siglo XIX como los barcos a vapor, la construcción de canales y el ferrocarril, se facilitó el transporte de bienes agrícolas y provocó que el Oeste se convirtiera en un gran productor de trigo y algodón.

#### La agricultura antes de la guerra civil
Antes del comienzo de la guerra civil, la participación del sector agrario en la economía estadounidense se encontraba en declive. Esto no era porque la productividad agrícola fuera baja, sino porque el sector agrario no estaba creciendo tan rápido como el sector industrial. Como se mencionó anteriormente, la población se veía beneficiada por un aumento en el nivel de ingresos y esto ocasionó un cambio en la demanda, se comenzaron a demandar productos secundarios y terciarios que eran ropa y comida de mejor calidad.

### Transporte

#### Carreteras y autopistas de peaje
Durante el periodo colonial y hasta principios de 1790 las carreteras se encontraban en condiciones deplorables y su mantenimiento era muy costoso. Por eso, con el uso de la tecnología se crearon las autopistas de peaje. Estas mejoras permitieron el uso de carruajes más pesados y que alcanzaban velocidades más altas, provocando un mayor abastecimiento de productos y servicios entre los mercados que se encontraban conectados. Sin embargo, la creación de autopistas requería una gran cantidad de capital la cual no generaba grandes rendimientos; tampoco guío a una integración regional de los mercados y sus costos eran muy elevados. Por otro lado, los costos del transporte marítimo eran más accesibles y por eso se utilizó la transportación de productos a barco de vapor.

#### Barcos a vapor
El barco a vapor al contrario de las autopistas, redujo los costos internos de transportación e integró a los mercados regionales de Estados Unidos.  Con la invención del barco a vapor de Robert Fulton comenzó una nueva era de la transportación. Este barco era muy eficiente ya que redujo los tiempos de transportación, por ejemplo, antes de la llegada del barco a vapor el viaje de Nueva York a Albania tomaba tres días, pero con el invento de Fulton tan solo tomaba 8 horas. Como consecuencia, las compañías podían transportar bienes en distancias más largas y reducían sus costos. Otra gran ventaja de los barcos a vapor es que podían navegar a contracorriente, así mismo, ayudó a que se dieran a conocer en todo el país, las nuevas técnicas en la creación de motores y la industria metalúrgica. El rápido crecimiento de la productividad y la competencia en la industria de los barcos a vapor, causó que las tarifas de transportación fueran muy baratas. El invento de fulton redujo las tarifas de transportación, creó un gran flujo de mercancías e incrementó la integración de las regiones de Estados Unidos.

#### Canales
La construcción de canales artificiales surge a inicios del siglo XIX, desde 1812 hasta 1860, éstos servían para conectar los canales naturales y facilitar el transporte de bienes en largas distancias por medio del barco a vapor. La creación de ellos fue subsidiada por el Estado y los gobiernos locales ya que eran proyectos que requerían una gran inversión. Uno de los canales más importantes fue el canal Erie que conectaba al río Hudson y al lago Erie. Dados los altos costos de construcción y mantenimiento de los canales, junto con la mínima recuperación de impuestos por parte del gobierno, dieron pie a la dominación del ferrocarril.

#### Ferrocarril
De los sistemas de transporte que se desarrollaron en el siglo XIX, el ferrocarril en Estados Unidos como en otras naciones trajo grandes beneficios a la economía y sociedad estadounidense. El ferrocarril surge en 1815 gracias al mejoramiento del motor de vapor de alta presión en Gran Bretaña, fue así como Estados Unidos decidió traer este invento al país. Originalmente los rieles eran de madera, pero estos fueron reemplazados por rieles de hierro. Aunque, el ferrocarril no era un medio de transporte muy barato, ya que mientras el costo de envío por medio del barco a vapor costaba $0.99 por milla, el del ferrocarril era de $1.84 por milla; funcionó como un medio de transporte tanto de mercancías como de personas.
Fueron varias las ventajas que trajo consigo el desarrollo del ferrocarril, en primer lugar, redujo los costos del transporte de mercancías pesadas; los bienes manufacturados y las materias primas se podían transportar de una manera más eficiente y barata como nunca antes se había visto, además integró a territorios aislados a la economía global. Con la expansión del mercado interno y la baja de precios, empresas más grandes podían ser construidas permitiendo mayores ganancias, también impulsó la creación de nuevas industrias como la siderurgia. La primera línea funcional de ferrocarril en Estados Unidos fue construida en 1833 por la compañía  “Camden and Amboy”, que  iba de Nueva York a Filadelfia. El estado de Nueva Jersey le otorgó el monopolio de construcción de ferrocarriles  a la empresa “Camden and Amboy”, volviéndose así una de las corporaciones más grandes de Estados Unidos.

### Industria

#### Industria 1790-1815
Durante este período seguía existiendo la manufactura doméstica, pues la población rural seguía manufacturando la mayoría de los productos que requerían. Las empresas pequeñas se vieron afectadas por los altos costos de transportación, lo cual permitía que sus productos sólo llegaran a mercados cercanos. Desde finales del siglo XVIII, las grandes corporaciones ya empleaban maquinaria que usaba energía hidráulica, esto produjo un gran crecimiento en la productividad y en la industria estadounidense. El Acto de Embargo firmado en 1807 por los británicos y el Non Intercourse Act de 1809 estimularon la industrialización estadounidense, pues eran actos que ponían muchas restricciones y prohibiciones a las importaciones, especialmente a las provenientes de Gran Bretaña. Estas restricciones dieron pie a que el capital fuera invertido en la manufactura en lugar de ser invertido en el intercambio comercial.

#### Industria 1815-1860
A partir de 1815, la manufactura doméstica comenzó a decaer dando pie al surgimiento de fábricas. El gran crecimiento del sector industrial se debe a los avances tecnológicos durante estos años. Se crearon nuevas y más grandes maquinarias, surge la especialización junto con la producción en serie, pues las piezas intercambiables facilitaron el mantenimiento y reparación de las máquinas, con lo cual se redujeron los costos y se incrementó la oferta de bienes. Robert Zevin argumenta que el aumento en la demanda favoreció al crecimiento de la productividad, este aumento en la productividad hubiera sucedido sin importar los avances tecnológicos.
Como el sistema fabril incrementó la oferta de mano de obra, los salarios se mantuvieron bajos y por lo tanto redujo los costos de producción, impulsando así a la inversión y al crecimiento industrial. Otro factor que tuvo un gran impacto en el crecimiento del sistema fabril y del sector manufacturero fue la estandarización en la producción de bienes, lo cual permitió el uso de piezas intercambiables y una reducción en los costos de producción de mercancías como armas de fuego y relojes.
Una de las industrias que más se desarrolló en este siglo, fue la industria textil; Francis Cabot Lowell buscaba utilizar las máquinas inglesas en la industria textil estadounidense; sin embargo, el diseño de ellas tuvo que adaptarlo para que requiera una menor cantidad de mano de obra debido a la escasez que el país estaba experimentando. Cowell fundó en 1813 la compañía “Boston Manufacturing Company” donde fue creado el telar eléctrico, inventado por Paul Moody. En 1860, la industria textil y sobre todo del algodón ya se había convertido en la más importante en términos de valor añadido y la segunda en cuanto al nivel de empleabilidad; esta industria se destacó por contratar a mujeres para la producción de telas.
Otra industria que floreció y tuvo un gran impacto en el crecimiento industrial de Estados Unidos fue la industria de fabricación de herramientas y maquinaria. Antes de 1800, los dueños de las fábricas tenían que producir sus propias herramientas y maquinaria, de hecho cada fábrica tenía su propia tienda. Con el crecimiento del mercado y la creación de máquinas más complejas y grandes, se establecieron nuevas empresas especializadas en la producción de estos bienes, ya que eran muy rentables. Estas compañías al innovar y mejorar la maquinaria utilizada por distintas industrias, favorecieron el crecimiento de la industrialización estadounidense.

#### Inventos
En el siglo XVIII, Estados Unidos era un importador de tecnología industrial, pues todavía no alcanzaba un alto nivel de desarrollo para impulsar la innovación. La mayoría de las innovaciones eran traídas de Gran Bretaña, pero estas eran ilegales, porque los británicos habían prohibido la exportación de máquinas. Samuel Slater y Francis Cabot Lowell eran comerciantes que se memorizaban el diseño de máquinas británicas para producirlas en Estados Unidos.
Fue hasta el siglo XIX que gracias a los recursos con los que contaba el país, a la escasez de mano de obra y a la creación de patentes que surgió el interés por la innovación e invención. Debido al Acto de Embargo de 1807 de los bienes británicos, la innovación se aceleró notablemente. Las primeras patentes consistían en mejoras que se le habían hecho a máquinas ya existentes como el pararrayos o el barco a vapor, mientras que otras eran implementaciones tecnológicas de avances científicos del extranjero, como el telégrafo de Samuel Morse, que fue patentado en 1840. Entre las patentes, se encuentra la máquina de coser de Isaac Merritt Singer, éste invento aumentó un 500% la productividad de la industria textil.

#### La máquina de vapor
En 1780, Estados Unidos contaba con tres motores a vapor, los cuales eran utilizados para bombear agua sobre todo en las minas y en el suministro de agua de Nueva York, en este periodo la mayoría de la energía mecánica era generada por molinos de agua. En Estados Unidos la energía a base de vapor no pudo sustituir a la energía hidráulica hasta después de 1850.
Oliver Evans comenzó a desarrollar un motor de vapor a alta presión que era más práctico que el desarrollado por Richard Trevithick alrededor del mismo tiempo en Inglaterra; este motor de alta presión ya no requería de un condensador separado y por lo tanto no se necesitaba enfriar el agua. Cuando Evans abrió la fundidora y fábrica de Mars Works cerca de Filadelfia, comenzó a producir motores de vapor adicionales con diseños específicos. Para 1812 en esta misma fábrica desarrolló con éxito el motor Colombian. Mientras su negocio crecía y los motores solicitados eran enviados alrededor del país, Evans y un colega crearon la Pittsburg Steam Engine Company en Pensilvania. En poco tiempo los motores a vapor comenzaron a proliferar en suministros de agua, aserraderos y molinos de harina, en especial en lugares donde no se contaba o había poca energía hidráulica.

## La consolidación de la economía industrial
Hacia la mitad del siglo XIX, Estados Unidos consiguió redondear el territorio desde la reducida franja atlántica hasta la fachada pacífica, mediante la conquista de los inmensos territorios del Sudoeste. Ante la formidable presión, fomentada por el gobierno federal y convertida en epopeya que inmortalizara la industria de Hollywood con el legendario Far-West, de granjeros, plantadores, comerciantes, aventureros, inmigrantes europeos y misioneros, la mítica “Frontera”, considerada el territorio salvaje por excelencia, se convirtió en un poderoso factor de expansión del capitalismo. Sin embargo, la conquista del Oeste sirvió no sólo para incrementar el espacio agrícola, ganadero y minero (fiebre del oro en California), y potenciar el desarrollo demográfico, sino también para forjar los mitos de los que se ha nutrido hasta hoy la nueva nación estadounidense.
Mientras se reiniciaba la guerra contra los Cheyenne y los arapajo 1861 en el lejano Oeste, el presidente Abraham Lincoln declaraba la guerra a la Confederación de los estados del Sur. Comenzaba así la primera gran guerra moderna, caracterizada por la extrema crueldad con la población civil, el uso masivo de medios de combate modernos  y la destrucción sistemática por parte de los yanquis de las plantaciones sudistas.
La guerra arrojó al final un macabro balance de más de un millón de víctimas, entre civiles y militares. Sin embargo, la victoria del Norte industrializado y antiesclavista supuso el triunfo del capitalismo industrial basado en la libre competencia y en el riesgo y éxito individual, así como en una concepción federal orgánica del Estado, arrinconando a la aristocracia agrícola del Sur que, al defender un concepto de federación basado en la unión libre y soberana de estados federados, buscaba en la protección del algodón, el mantenimiento de un sistema aristocrático de vida basado en la esclavitud de los negros y la hidalguía de cuna de los blancos. El triunfo del Norte permitió el gran desarrollo industrial posterior y, aunque sancionó legalmente la libertad de los negros y su derecho de voto, no pudo borrar la discriminación y la segregación en los estados del Sur.
En este proceso, la producción industrial pasó de menos de 2000 millones de dólares al año hasta más de 13 000, de igual forma el número de empleados en la industria, la minería, la construcción y los servicios pasó de menos de 4 millones de personas hasta los 18 millones. Los factores que determinaron la industrialización fueron la abundancia de recursos naturales, el crecimiento de la población, la acumulación de capitales y las inversiones extranjeras, la inmigración también proporcionó una fuerza laboral amplia y barata. Durante este periodo se puso de manifiesto la consolidación de empresas en unidades de gran escala. Esta consolidación se basó en gran parte en el nacimiento de los trust que eran acuerdos de los accionistas de diferentes empresas de un determinado sector económico para unificar la dirección y gestión de las mismas y reduciendo la competencia.

## La Gran depresión: 1929-1942
Tras la caída de la bolsa en octubre de 1929, la economía mundial se hundió en la Gran Depresión. La Reserva Federal empeoró las condiciones en Estados Unidos al permitir que la oferta de dinero se contrajera en un tercio. El incremento del proteccionismo que se puso de manifiesto en La Ley Hawley-Smoot de 1930 incitó a represalias por parte de Canadá, Gran Bretaña, Alemania y otros socios comerciales. En 1932, el Congreso comenzó a inquietarse por el creciente déficit público y la deuda pública, y elevó las tasas del impuesto sobre la renta. Los economistas generalmente están de acuerdo en que estas medidas profundizaron una crisis que ya era grave. En 1932, la tasa de desempleo era del 25%. Las condiciones eran peores en la industria pesada, maderera, la agricultura de exportación (algodón, trigo, tabaco), y la minería. Las condiciones no eran tan malas en los sectores de cuello blanco y de manufactura ligera.
Franklin Delano Roosevelt fue elegido presidente en 1932 sin un programa específico. Su política se basó en un grupo muy ecléctico de asesores que unieron muchos programas, conocidos como el New Deal.

## Prosperidad de la posguerra (1945-1973)
El período comprendido entre el final de la Segunda Guerra Mundial y la llegada de la década de 1920
, con el colapso de los acuerdos de Bretton Woods y la crisis del petróleo de 1973, fue una época dorada del capitalismo estadounidense que fue igualmente próspero en Europa occidental y Asia. La clase media creció, al igual que el PIB y la productividad. Estados Unidos experimentó una especie de edad de oro del crecimiento económico que fue amparado por las emisiones de bonos de guerra y el programa de la G.I. Bill iaron una fuerza de trabajo bien preparada. Este crecimiento se distribuyó de manera bastante uniforme entre las clases sociales, lo que algunos atribuyen a la fuerza de los sindicatos en ese período de gran afiliación sindical. Gran parte del crecimiento provino del desplazamiento de trabajadores agrícolas de bajos ingresos hacia labores mejor remunerados en los pueblos y ciudades, un proceso que terminó de completarse en gran medida en los sesenta. El Congreso creó el Consejo de Asesores Económicos (CEA), para proporcionar asesoramiento y facilitar la aplicación de una amplia gama de cuestiones de política económica nacional e internacional, realizó la sustitución de un "modelo cíclico" de la economía por un "modelo de crecimiento", el establecimiento de objetivos cuantitativos para la economía, el uso de las teorías de la resistencia fiscal y el presupuesto de pleno empleo, el reconocimiento de la necesidad de una mayor flexibilidad en la imposición y la sustitución de la noción de desempleo como un problema estructural hacia un problema de baja demanda agregada. Especialmente importantes en la formulación de los programas de la CEA fueron Arthur F. Burns y Neil H. Jacoby. " Ahora soy un keynesiano en economía", proclamó el presidente republicano Richard Nixon en 1969. A pesar de que este período supuso una expansión económica en el país en su conjunto, se produjeron varias recesiones en 1945, 1949, 1953, 1958 y 1960 que supusieron drásticos descensos en el PIB.
El "Baby Boom" supuso un gran aumento de la fecundidad en el período 1942-1957 , causado por los matrimonios y concepciones retrasados durante los años de la depresión, el aumento de la prosperidad , la demanda de viviendas unifamiliares y el mayor optimismo sobre el futuro . Este proceso tuvo su punto álgido sobre 1957 y desde entonces fue disminuyendo lentamente.

## Época Reagan

Reagan pronuncia un discurso televisado desde el despacho Oval, destacando su plan de reducción de impuestos. (julio de 1981)

En los años 1980, la política monetaria de la administración Reagan se traduce por una fuerte subida de los tipos de interés de los Estados Unidos y el dólar es revaluado por el 50 %. Esta política genera una explosión de la deuda de los países de América Latina, éstos que generalmente utilizan el dólar para reembolsar las sumas debidas. En Francia, el presidente François Mitterrand también lamenta esta política: "Estados Unidos nos hace pagar por su desempleo y su déficit. Nosotros somos los que permitimos que Reagan continúe con una política que nos aplasta.

## Crisis económica de 2008

### Recuperación de la crisis inmobiliaria del 2009
En el mes de abril del 2009, que coincide con las Pascuas, las ventas de los sectores minoristas subieron llegando a caer sólo 0,2 % comparado con abril del 2008 -Wal Mart también se benefició de las ventas de Pascuas-.

### Siglo XX
- Crack del 29
- Keynesianismo
- New Deal
- G.I. Bill